# Samoa aux Jeux olympiques
Samoa participe aux Jeux olympiques depuis 1984 et a envoyé des athlètes à chaque jeux depuis cette date. Le pays n'a jamais participé aux Jeux d'hiver. 
Le pays a obtenu une seule médaille à ce jour : la médaille d'argent pour l'épreuve d'haltérophilie dames de + de 75 kg des Jeux d'été de 2008. La Samoane Ele Opeloge y était initialement arrivée quatrième, mais deux des médaillées (d'argent et de bronze) ont été suspendues pour dopage en 2016. La médaille d'argent a alors été attribuée officiellement à l'athlète samoane.
Le Comité national olympique samoan a été créé en 1983 et a été reconnu par le Comité international olympique (CIO) la même année.